# Lucicutia magna
Lucicutia magna is een eenoogkreeftjessoort uit de familie van de Lucicutiidae. De wetenschappelijke naam van de soort is voor het eerst geldig gepubliceerd in 1903 door Wolfenden.